# Złaźne
Złaźne (ukr. Злазне, Złazne) – wieś na Ukrainie, w obwodzie rówieńskim, w rejonie rówieńskim, w hromadzie Hołowin. W 2001 liczyła 1593 mieszkańców, spośród których 1591 wskazało jako ojczysty język ukraiński, a 2 białoruski.
W okresie międzywojennym wieś znajdowała się w granicach II RP, wchodząc w skład gminy Derażne w powiecie kostopolskim, w województwie wołyńskim.